# مقاطعة هولت (نبراسكا)
مقاطعة هولت (بالإنجليزية: Holt County)‏ هي إحدى مقاطعات ولاية نبراسكا في الولايات المتحدة الأمريكية.